# 窈窕老爸
《穿越美国》（英語：Transamerica）是一部2005年製作的美國電影，講述美國洛杉磯一位即將變性成女人的美國人，前往紐約市去保釋他素未謀面的兒子，橫跨回加州洛杉磯的一段旅程。

## 故事概要
布莉（Bree，菲莉絲蒂·夏夫曼 飾）是一个已经做了一半变性手术的跨性别女性。她接到一个电话，得知以前的风流一夜留下了一个儿子拖比（Toby）。布莉只好飞到纽约把拖比从少管所裏保释出来，布莉想尽快甩掉这个包袱，结果卻在他们接触的过程中得知了拖比的不幸身世。拖比的母亲死于癌症（实际上是自杀），他的继父经常鸡奸他。他小小年纪就染上了毒瘾，必须通过贩毒和卖淫来获取毒资。接着布莉决定把拖比带到他生活的洛杉磯。一路上，拖比终于发觉布莉是个变性人，接着终于发觉了布莉原来是他的“父亲”。

## 獎項與提名

香港版本的海報

2006年奧斯卡金像獎：最佳女主角、最佳電影主題曲入圍。

## 外部連結
- （英文）官方網站 （页面存档备份，存于）
- （繁體中文）中文官方網站 （页面存档备份，存于）
- （繁體中文）2005 第七屆台北電影節 （页面存档备份，存于）
- 互联网电影数据库（IMDb）上《窈窕老爸》的资料（英文）